# Aloe newtonii
Aloe newtonii är en grästrädsväxtart som beskrevs av J.-b.Castillon. Aloe newtonii ingår i släktet Aloe och familjen grästrädsväxter. Inga underarter finns listade i Catalogue of Life.